# Масури С. Н.
Масури С. Н. (малайск.  Masuri S. N.); 11 января 1927, Сингапур — 6 декабря 2005, там же) — малайский поэт Сингапура, один из основателей движения «Поколение пятидесятников».

## Краткая биография
Настоящее имя Масури Саликин. Выпускник колледжа султана Идриса в Пераке. В 1949—1954 гг. работал учителем в малайской школе в Телок-Курау, с 1971 по 1981 гг. был директором школы. В 1984—1985 работал научным сотрудником Института Юго-Восточной Азии. В 1986 г. участвовал в писательской программе Университета Йова. В 1991—1992 г. — приглашённый писатель кафедры малайских исследований Национального университета Сингапура. В 2001—2005 председатель писательской организации «Поколение пятидесятников».

## Творчество
Первые стихи («Моя роза» и «Цветок Сакуры») напечатаны в 1944 г. в газете «Берита Малай». Написал более тысячи стихов, опубликованных в различных антологиях: «Белые облака» (1958), «Новая малайская поэзия» (1961), «Пока живу» (1970", «Смысл» (1984), «Вечерняя заря» (2003). Автор сборника эссе «Творчество и гуманность» (1998). Известен философской и гражданской лирикой, в которой одним из первых четко выразил свою индивидуальность.

## Награды
- Литературная премия Юго-Восточной Азии (1980)
- Премия Тун Сри Лананга (1995)
- Медаль за безупречную службу (Meritorious Service Medal) (2000)
- Почётный доктор Педагогического университета султана Идриса. (2002).

## Переводы на русский
- Масури, С. Н. Рис, который я ем. Стихи. Перевод В. Брагинского. – Памир, 1977, № 1, с. 76.
- Масури, С. Н. Униженные и оскорблённые. Стихи. Перевод В. Брагинского. – Звезда Востока, 1978, № 6, с. 217.